# Adriana Achcińska
Adriana Achcińska (* 22. April 2002) ist eine polnische Fußballspielerin. Sie ist seit dem 1. Juli 2021 Vertragsspielerin des Bundesligisten 1. FC Köln.

## Karriere

### Vereine
Achcińska begann im Alter von 15 Jahren in Legnica beim dort ansässigen Miedź Legnica mit dem Fußballspielen. Im Alter von 16 Jahren begab sie sich an die Sportschule Łódź, für deren Studenten-Sportverein sie drei Jahre lang spielte. In ihrer letzten Saison, 2020/21, bestritt sie 21 Punktspiele in der Ekstraliga Kobiet, der höchsten Spielklasse im polnischen Frauenfußball. Mit der Mannschaft schloss sie die Saison als Zweitplatzierter ab. Am 5. Juni erreichte sie mit ihrer Mannschaft das Finale um den Vereinspokal, das in Warschau mit 0:1 gegen Czarni Sosnowiec durch das Tor von Martyna Wiankowska in der 25. Minute verloren wurde.
Zur Saison 2021/22 wurde sie vom Bundesligaaufsteiger 1. FC Köln verpflichtet und mit einem bis zum 30. Juni 2024 datierten Vertrag ausgestattet. In ihrer Premierensaison gab sie ihr Pflichtspieldebüt am 26. September 2021 beim 6:0-Sieg gegen den Drittligisten Arminia Bielefeld im Zweitrundenspiel des DFB-Pokalwettbewerbs. In der Bundesliga debütierte sie am 1. Oktober 2021 (4. Spieltag) bei der 0:6-Niederlage im Heimspiel gegen den FC Bayern München.

### Nationalmannschaft
Achcińska debütierte als Nationalspielerin für die U17-Nationalmannschaft. Das am 25. März 2017 in Telford gegen die U17-Nationalmannschaft Englands in der ersten EM-Qualifikationsrunde ausgetragene Länderspiel wurde mit 0:2 verloren. Mit der Mannschaft nahm sie an der vom 9. bis 20. Mai 2018 in Litauen ausgetragenen Europameisterschaft teil und bestritt alle drei Spiele der Gruppe B.
Für die U19-Nationalmannschaft bestritt sie drei Spiele der ersten Qualifikationsrunde für die im Juli in Schottland anstehende Europameisterschaft. Im Rhythmus von drei Tagen ging es gegen die U19-Nationalmannschaften Kroatiens, Bulgariens und Schottlands.
Ihr Debüt für die A-Nationalmannschaft gab sie am 12. November 2019 in Lublin in der torlosen Begegnung mit der Nationalmannschaft Spaniens im ersten Spiel der EM-Qualifikationsgruppe D. Ihr erstes Tor erzielte sie am 27. Oktober 2020 in Chișinău beim 3:0-Sieg über die Nationalmannschaft Moldaus im siebten Spiel der EM-Qualifikationsgruppe D mit dem Treffer zum 2:0 per Strafstoß in der 40. Minute.

## Erfolge
- Zweiter Polnische Meisterschaft 2021
- Finalist Polnischer Pokal 2021

## Anmerkung / Einzelnachweise
1. ↑  Statistik nur Saison 2020/21
2. ↑  Ekstraliga kobiet 2018/2019 auf 90minut.pl
3. ↑  Ekstraliga kobiet 2020/2021 auf 90minut.pl
4. ↑  Adrianna Achcińska: byłybyśmy bardzo zawiedzione, gdybyśmy w Łęcznej straciły drugie miejsce auf sport.tvp.pl
5. ↑  Puchar Polski kobiet 2020/2021 auf 90minut.pl
6. ↑  Adriana Achcińska wechselt nach Köln auf soccerdonna.de
7. ↑  Oficjalie: Adriana Achcińska przenosi się do niemiec! auf kobiecyfutbol.pl
8. ↑  Spielpaarung auf soccerdonna.de
9. ↑  Spielpaarung auf soccerway.com
10. ↑  Spielpaarung auf weltfussball.de
11. ↑  Spielpaarung auf weltfussball.de

| Personendaten    | Personendaten              |
| ---------------- | -------------------------- |
| NAME             | Achcińska, Adriana         |
| KURZBESCHREIBUNG | polnische Fußballspielerin |
| GEBURTSDATUM     | 22. April 2002             |
| GEBURTSORT       | Polen                      |